# Liste des pièces commémoratives de 2 euros de 2004
Carte
- une pièce commémorative de 2 € émise
- pas de pièce commémorative de 2 € émise
- ne fait pas partie de la zone euro

Chronologie
2005
Pour un article plus général, voir Pièce commémorative de 2 euros.
Une pièce commémorative de 2 euros est une pièce de 2 euros frappée par un État membre de la zone euro ou par un des micro-États autorisés à frapper des pièces de monnaie libellées en euro, destinée à commémorer un événement historique ou célébrer un événement actuel important.  
Cet article répertorie les 6 pièces commémoratives émises en 2004, première année d'émission des pièces commémoratives de 2 euros. 
Deux ans après l'introduction de l'euro, les 15 pays (12 de l'Union européenne et 3 micro-États) sont chacun autorisé à émettre une pièce de 2 € commémorative par an. La Commission européenne a fixé les conditions le 29 septembre 2003, publiées dans le Journal officiel de l'Union européenne, le 15 octobre 2003.
La Grèce est le premier pays à franchir le pas, en frappant une pièce de 2 € commémorant les Jeux olympiques d'été de 2004 à Athènes. La Finlande, l'Italie, le Luxembourg et les micro-États de Saint-Marin et du Vatican l'imitent. Six pièces commémoratives de 2 € sont donc émises en cette année 2004,.

## Pièces émises
| Finlande                 | Élargissement de l'Union européenne à dix nouveaux États membres |                     |
|                          | Cette pièce est la première pièce commémorative de 2 € émise par la Finlande. Le dessin représente un pilier stylisé dont les pousses tendent vers le haut. Les pousses représentent l'élargissement de l'Union européenne. Le pilier représente le fondement de la croissance. Les lettres EU apparaissent près du pilier, tandis que le millésime 2004 est inscrit dans la partie supérieure de la pièce, interrompant les douze étoiles du drapeau européen, placées sur l'anneau externe de la pièce. |                     |
| Graveur : Pertti Mäkinen | \| Gravure sur la tranche : \| Date : \| Tirage : \| \| \| Juin 2004 \| 1 million de pièces[5] \| |                     |
| Gravure sur la tranche : | Date : | Tirage :            |
|                          | Juin 2004 | 1 million de pièces |

| Grèce                          | Jeux olympiques d'Athènes de 2004 | |
|                                | Cette pièce est la première pièce commémorative de 2 € émise par la Grèce et la toute première émise tous pays confondus. Le dessin d'une statue antique représentant un discobole sur le point de lancer le disque. Les cinq anneaux olympiques, au-dessus desquels on peut lire la légende en anglais ATHENS 2004 (Athènes 2004), sont représentés à gauche, tandis que le chiffre 2 et le mot ΕΥΡΩ (euro) se trouvent à droite. L'anneau externe de la pièce comporte les douze étoiles du drapeau européen, ainsi que le millésime entrecoupé par l'étoile la plus basse, de la manière suivante : 20*04. | |
| Graveur : Konstantinos Kazakos | \| Gravure sur la tranche : \| Date : \| Tirage : \| \| \| Mars 2004 \| 34 495 000 pièces en rouleaux, 5000 en enveloppes philatélique numismatique et 500 000 en Coincard BU [7] \| | |
| Gravure sur la tranche :       | Date : | Tirage :                                                                                              |
|                                | Mars 2004 | 34 495 000 pièces en rouleaux, 5000 en enveloppes philatélique numismatique et 500 000 en Coincard BU |

| Italie                    | 50e anniversaire du Programme alimentaire mondial |                       |
|                           | Cette pièce est la première pièce commémorative de 2 € émise par l'Italie. À l'avant-plan figure le globe terrestre, incliné vers la droite et portant l'inscription WORLD FOOD PROGRAMME, d'où émergent un épi de blé, un épi de maïs et un épi de riz, représentant les sources d'alimentation de base dans le monde. À droite du globe, un I est superposé à un R, désignant la Repubblica Italiana. Sous le globe apparaît le millésime 2004. L'anneau externe de la pièce comporte les douze étoiles du drapeau européen, réparties en 3 blocs de 4 étoiles. |                       |
| Graveur : Uliana Pernazza | \| Gravure sur la tranche : \| Date : \| Tirage : \| \| \| Décembre 2004 \| 16 millions de pièces \| |                       |
| Gravure sur la tranche :  | Date : | Tirage :              |
|                           | Décembre 2004 | 16 millions de pièces |

| Luxembourg                       | Monogramme du grand-duc Henri | |
|                                  | Cette pièce est la première pièce commémorative de 2 € émise par le Luxembourg. À gauche, l'effigie du grand-duc Henri, regardant à droite, et sur la droite, son monogramme (la lettre H surmontée d'une couronne). Les douze étoiles européennes apparaissent en demi-cercle à la droite du monogramme. Le millésime 2004 et le nom du pays émetteur LËTZEBUERG sont inscrits en cercle au sommet de l'anneau. Les mots HENRI - Grand-Duc de Luxembourg apparaissent en bas de l'anneau. | |
| Graveur : Yvette Gastauer-Claire | \| Gravure sur la tranche : \| Date : \| Tirage : \| \| \| Juin 2004 \| 2 447 800 pièces en circulation, 4 000 en sets BE et 30 000 en BU(20 000 en sets annuels + 10 000 en coincards) [10] \| | |
| Gravure sur la tranche :         | Date : | Tirage : |
|                                  | Juin 2004 | 2 447 800 pièces en circulation, 4 000 en sets BE et 30 000 en BU(20 000 en sets annuels + 10 000 en coincards) |

| Saint-Marin                         | Bartolomeo Borghesi |                                |
|                                     | Cette pièce est la première pièce commémorative de 2 € émise par Saint-Marin. Le buste de l'historien et numismate italien Bartolomeo Borghesi avec son nom BARTOLOMEO BORGHESI, à gauche. L'indication du pays émetteur SAN MARINO apparaît à la droite du buste. L'anneau externe de la pièce comporte les douze étoiles du drapeau européen interrompues en bas par le millésime 2004. |                                |
| Graveur : Ettore Lorenzo Frapiccini | \| Gravure sur la tranche : \| Date : \| Tirage : \| \| \| Décembre 2004 \| 110 000 pièces en coincards BU \| |                                |
| Gravure sur la tranche :            | Date : | Tirage :                       |
|                                     | Décembre 2004 | 110 000 pièces en coincards BU |

| Vatican                                                      | 75e anniversaire de la fondation de l'État de la Cité du Vatican (selon l'Accord de Latran) |                               |
|                                                              | Cette pièce est la première pièce commémorative de 2 € émise par le Vatican. Une représentation schématique des murs d'enceinte de la Cité du Vatican avec la basilique Saint-Pierre et la Place Saint-Pierre à l'avant-plan. La légende 75° ANNO DELLO STATO (75 ans de l'État) est placée à gauche et les années 1929-2004 apparaissent à droite. L'anneau externe de la pièce comporte les douze étoiles du drapeau européen, dans le haut, et la mention du pays émetteur CITTÀ DEL VATICANO dans le bas. |                               |
| Graveur : Guido Veroi (création) Luciana De Simoni (gravure) | \| Gravure sur la tranche : \| Date : \| Tirage : \| \| \| Décembre 2004 \| 85 000 pièces en coincards BU \| |                               |
| Gravure sur la tranche :                                     | Date : | Tirage :                      |
|                                                              | Décembre 2004 | 85 000 pièces en coincards BU |

## Compléments

### Lectures approfondies
- Olivier Fournier (dir.), €5 : €monnaies et €billets 1999-2009, Paris, Les Chevaux-Légers, 2009 (ISBN 978-2-916996-13-4)
- Catalogue euro, Monnaie et billets 2014, Geesthacht, Leuchtturm, 2014 (ISBN 978-3-00-026627-0)